# Romilly-la-Puthenaye

Romilly-la-Puthenaye este o comună în departamentul Eure, Franța. În 1 ianuarie 2022 avea o populație de 329 de locuitori.